# Luís Louro
Luís Alexandre Santos Louro (Lisboa, 14 de Junho de 1965) é um Ilustrador, desenhador, fotógrafo e autor de banda desenhada portuguesa, sendo  um dos autores de BD mais activos e prolíferos da actualidade.

## Biografia
Luís Louro, nasceu em Lisboa a 14 de Junho de 1965. Após terminar o ensino secundário, a paixão pela BD, leva-o a tirar o curso de Técnico de Meios Audiovisuais na Escola António Arroio, em Lisboa.
Interessando-se desde muito cedo pela ilustração e pela banda desenhada, começou por se dedicar à colaboração em fanzines, onde publicou pequenas histórias, realizadas em parceria com Tozé Simões (António José Simões Pinheiro), que durante cerca de uma década o acompanhou na aventura da banda desenhada, escrevendo os argumentos das histórias. Desses tempos dos fanzines, realça-se Protótipo (1985), Hyena (1986), Camello (1986), Shock (1989) e Banda (1989 e 1990).
A sua primeira história publicada na imprensa regular foi Estupiditia II (6 pranchas), que saiu no número 548 da revista Mundo de Aventuras, em 1 de Abril de 1985, e a que se seguiram outras duas histórias, nesse ano e no mesmo periódico.
Surgiram publicações em jornais e revistas como O Diário Popular, Jornal Júnior e O Mosquito (5ª Série), onde a dupla Louro e Simões publicou três histórias, entre 1985 e 1986. O seu trabalho de maior fôlego, a série Jim del Monaco, surgiu na secção Tablóide do Sábado Popular, suplemento do desaparecido Diário Popular, estreando-se a 12 de Outubro de 1985. Pouco tempo depois, a série surgiria já na revista O Mosquito, tornando-se um dos raros casos de herói de sucesso das últimas décadas, na BD portuguesa.
Amplamente publicado desde o início dos anos 1980 é presentemente, considerado um dos mais proeminentes artistas de banda desenhada portuguesa.

### Parcerias
Luís Louro criou sua primeira banda desenhada com o argumentista António (Tózé) Simões, em 1980, mantendo-se essa pareceria por mais de dez anos. Juntos, produziram um grande número de histórias de aventura, como o Jim del Monaco, série de aventuras humorísticas que se tornou mítica na história da BD portuguesa.
Jim del Monaco é uma personagem desenhado no estilo linha clara linha clara de tradição franco-belga: uma paródia a Jim das Selvas de Alex Raymond. Acompanhado sempre pela bela ecarente Gina (a eterna perseguidora de Jim, com poses a recordar a célebre personagem da BD inglesa, Jane) e o sempre desenrascado Tião, cuja truculência verbal rematava as mais rocambolescas situações. No fundo, trata-se de uma paródia ao modo como os colonizadores europeus encaravam os seus territórios africanos, num ambiente entre os anos 1930 e 40,  bem como à visão paternalista que as séries de banda desenhada transmitiam em relação ao continente africano.
Em 1986, é lançado o primeiro álbum da série Jim del Monaco, editado a preto e branco pela Editorial Futura, vindo a publicar entre 1986 e 1989, quatro álbuns no total. Depois dos primeiros álbuns a preto e branco, a série passou a ser editada pela Edições ASA, com três novos títulos, reeditando os iniciais, com novas capas e a cores, entre 1991 e 1994.
Em 1989, ainda em parceria com Tózé Simões, iniciou uma nova série, Roques & Folque, da qual saíram três álbuns editados pela Edições ASA (entre 1989 e 1992).  O primeira álbum foi O Império das Almas, a segunda história teve direito a um álbum duplo, A Herança dos Templários (I e II), em que os protagonistas enveredam por uma aventura cheia de misticismo, entre Lisboa e Tomar.
Em 1990, ainda com Tó Zé Simões, foi publicadoO Janeirinho, no suplemento de O Primeiro de Janeiro.
Em 1996 participou com cinco pranchas no álbum colectivo Síndroma de Babel (Câmara da Amadora), juntamente com Victor Mesquita, Nuno Saraiva, Jorge Mateus e Diniz Conefrey.
Em 2000, publicado também pela Edições ASA, sai o álbumO Halo Casto, com argumento de Rui Zink.
Eden 2.0, lançado em 2002 pela Booktree, apresenta um trabalho realizado em parceria com João Miguel Lameiras e João Ramalho Santos, que foram a sua dupla de argumentistas. Inicialmente existiam algumas ilustrações dispersas sobre África, que serviram de referência gráfica para a obra, cujo argumento surgiu posteriormente, num curioso processo de trabalho.
Em 2007 é feita a apresentação no 18º Festival de BD da Amadora, do terceiro volume da série O Corvo, com argumento de Nuno Markl e publicado nesse mesmo ano pela Edições ASA.
Em 2015, a série Jim Del Monaco retorna com o álbum O Cemitério Dos Elefantes, dois anos depois, foi publicado o álbum Ladrões do Tempo.

### Carreira a solo
A partir de 1993, Luís Louro iniciou a sua carreira a solo (como argumentista e desenhador), iniciando a publicação, em 1994, da sérieO Corvo (álbum inserido na colecção Estórias de Lisboa das Edições Asa). Vicente, o personagem principal que se transforma no Corvo, tornou-se um marco na BD portuguesa. É seguido em 1995 porAlice na Cidade das Maravilhas, em que a personagem principal Alice, uma prostituta, vagueia em uma Lisboa subaquática imaginária, onde predominam os tons azuis e os verdes, contando histórias às crianças do bairro e cujos sonhos a levam a escapar à realidade e, em 1997,Coração de Papel, um álbum de notável efeito visual apresentando uma paleta de cores quentes, com amarelos-torrados e castanhos, próprios de um Outono muito especial.
Em Janeiro de 1998 iniciou a colaboração com a efémera Revista Ego (I série), na qual apresentou curtas histórias de três páginas, com um toque de fino humor, tendo Tó Zé Simões colaborado nas primeiras três histórias, ao nível do argumento. O súbito encerramento da revista levou a que mais tarde publicassem as restantes histórias, que entretanto tinha adiantado para a Ego, na revista Selecções BD (II série), em 1999. Em 2000, através da Meribérica/Liber (a editora da revista Selecções BD) surgiu a possibilidade de compilar todas essas histórias da Ego e das Selecções BD num único álbum, precisamente Cogito Ego Sum.
Cogito Ego Sum II, lançado no Amadora Cartoon 2001 no âmbito da exposição dedicada a Luís Louro, é simultaneamente o regresso, a solo, às histórias de cariz fantástico que caracterizam a sua obra e a aposta numa nova editora, a Booktree que rapidamente se tornou uma editora de referencia na BD portuguesa.
Em 2018, lançou o álbum Watchers, com a particularidade de ser editado em dois álbuns com dois finais distintos. Em 2019, lança Sentinel, desta vez em dois álbuns com começos distintos. Em 2020, lança o 4º álbum da série O Corvo bem como a reedição do genial Alice na Cidade das Maravilhas. Inspirado na pandemia da COVID-19 iniciou, na sua página pessoal do Facebook, a tira Os Covidiotas, que teve o primeiro álbum lançado em maio de 2021. Em abril de 2021, teve uma capa sua para a revista digital brasileira Giby, da editora Quadriculando, que reúne artistas da América Latina e Europa.

## Proeminência
Já num lugar cimeiro da BD lusitana, Luís Louro começou a publicar pranchas em várias revistas, fazendo paralelamente cartazes e ilustrações, vendo por fim todo o seu esforço recompensado quando integrou a comitivaPerdidos no Oceano, que constituiu a representação de Portugal enquanto país convidado no 25.º Festival Internacional de Angoulême, em Janeiro de 1998, com a participação de alguns dos melhores autores nacionais.
As suas obras foram apresentadas em diversas exposições individuais e colectivas, e estiveram presentes em alguns dos festivais mais relevantes da especialidade.
De entre as muitas exposições que têm tido a sua obra como referência, nomeadamente em diversas edições do Festival de BD da Amadora, a mais completa foi Luís Louro - Contrastes, que esteve patente no Centro Nacional de Banda Desenhada e Imagem (Amadora) entre 28 de Junho de 2001 e 30 de Março de 2002, que constituiu a maior retrospectiva sobre a sua vasta obra.
Nesse mesmo ano teve também uma exposição de originais de O Halo Casto na Feira do Livro de Braga, numa organização conjunta do Parque de Exposições de Braga e da Associação Juvemédia.

## Ilustração
Em termos de ilustração, tem colaboração assinalável em publicações como os jornais O Primeiro de Janeiro (1990) e O Académico (1993), Revista Visão (1995-2000) e Revista Valor (1991-1994), para além de cartazes, nomeadamente para o Sobreda BD (1985), o desaparecido Festival de BD de Lisboa (1989) e o Festival de BD da Amadora (1992 e 1995), tendo ainda realizado capas e ilustrações do interior um disco, para a União Lisboa:Intersection, dos Ramp.
Ainda no domínio da ilustração, em 2002 Luís Louro participou na colecção de seis postais de Natal feitos por cinco autores de BD (Luís Diferr, João Fazenda, Ricardo Ferrand, Luís Louro e Pedro Morais) e a ilustradora Cristina Sampaio, para a Fundação do Gil, cujas vendas reverteram para apoio a crianças desfavorecidas.

## Fotografia
Uma das suas grandes paixões é a fotografia, tendo realizado algumas viagens a África, cujas fotos apareceram em alguns separadores do álbum de BD Eden 2.0, que serviu depreparação para o luxuoso livro Safari Em Cantos de África, editado pela Booktree em 2003 (bilingue - português e inglês).

## Álbuns de BD

### Jim del Monaco
1ª série
| Ordem | Título                        | Argumento   | Desenhos   | Editora          | Data de publicação |
| ----- | ----------------------------- | ----------- | ---------- | ---------------- | ------------------ |
| 1     | Jim del Monaco                | Tozé Simões | Luís Louro | Editorial Futura | 1986               |
| 2     | Menatek Hara                  | Tozé Simões | Luís Louro | Editorial Futura | 1987               |
| 3     | O Dragão Vermelho             | Tozé Simões | Luís Louro | Editorial Futura | 1988               |
| 4     | Em Busca das Minas de Salomão | Tozé Simões | Luís Louro | Editorial Futura | 1989               |

2ª série
| Ordem | Título                        | Argumento   | Desenhos   | Editora     | Data de publicação | ISBN               |
| ----- | ----------------------------- | ----------- | ---------- | ----------- | ------------------ | ------------------ |
| 1     | A Criatura da Lagoa Negra     | Tozé Simões | Luís Louro | Edições Asa | 1991               | ISBN 972-41-0929-1 |
| 2     | Menatek Hara                  | Tozé Simões | Luís Louro | Edições Asa | 1992               | ISBN 9789724109305 |
| 3     | A Grande Ópera Sideral        | Tozé Simões | Luís Louro | Edições Asa | 1991               | ISBN 9789724109930 |
| 4     | O Elixir do Amor              | Tozé Simões | Luís Louro | Edições Asa | 1992               | ISBN 9789724110004 |
| 5     | O Dragão Vermelho             | Tozé Simões | Luís Louro | Edições Asa | 1992               | ISBN 9789724110639 |
| 6     | Em Busca das Minas de Salomão | Tozé Simões | Luís Louro | Edições Asa | 1993               | ISBN 972-41-1139-3 |
| 7     | Baja Áfrika                   | Tozé Simões | Luís Louro | Edições Asa | 1993               | ISBN 972-41-1383-3 |

3ª série
| Ordem | Título                    | Argumento   | Desenhos   | Editora     | Data de publicação | ISBN               |
| ----- | ------------------------- | ----------- | ---------- | ----------- | ------------------ | ------------------ |
| 1     | O Cemitério Dos Elefantes | Tózé Simões | Luís Louro | Edições ASA | 2015               | ISBN 9789892333458 |
| 2     | Ladrões do Tempo          | Tózé Simões | Luís Louro | Edições ASA | 2017               | ISBN 9789892338668 |

### Roques & Folque
| Ordem | Título                      | Argumento   | Desenhos   | Editora     | Data de publicação | ISBN                   |
| ----- | --------------------------- | ----------- | ---------- | ----------- | ------------------ | ---------------------- |
| 1     | O Império das Almas         | Tozé Simões | Luís Louro | Edições ASA | 1989               | ISBN 972-41-0372-2     |
| 2     | A Herança dos Templários I  | Tozé Simões | Luís Louro | Edições ASA | 1990               | ISBN 972-41-0371-4     |
| 3     | A Herança dos Templários II | Tozé Simões | Luís Louro | Edições ASA | 1992               | ISBN 978-9-7241-0370-9 |

### O Corvo
| Ordem | Título                  | Argumento             | Desenhos   | Editora        | Data de publicação | ISBN                   |
| ----- | ----------------------- | --------------------- | ---------- | -------------- | ------------------ | ---------------------- |
| 1     | Uma História de Lisboa  | Luís Louro            | Luís Louro | Edições ASA    | 1994               | ISBN 978-9-7241-1539-9 |
| 2     | O Regresso              | Luís Louro            | Luís Louro | Edições ASA    | 2003               | ISBN 978-9-7241-3596-0 |
| 3     | Laços de Família        | Luís Louro Nuno Markl | Luís Louro | Edições ASA    | 2007               | ISBN 978-9-7241-5362-9 |
| 4     | Inconsciência Tranquila | Luís Louro            | Luís Louro | Ala dos Livros | 2020               | ISBN 978-989-54726-1-1 |
| 5     | Inimigos Íntimos        | Luís Louro            | Luís Louro | Ala dos Livros | 2021               | ISBN 978-9-7241-1539-9 |

### Estórias de Lisboa
| Título                                                       | Argumento  | Desenhos   | Editora        | Data de publicação | ISBN                   |
| ------------------------------------------------------------ | ---------- | ---------- | -------------- | ------------------ | ---------------------- |
| Alice (na cidade das maravilhas)                             | Luís Louro | Luís Louro | Edições ASA    | 1995               | ISBN 978-9-7241-1684-6 |
| Coração de Papel                                             | Luís Louro | Luís Louro | Edições ASA    | 1997               | ISBN 978-9-7241-1902-1 |
| Alice (na cidade das maravilhas) reedição                    | Luís Louro | Luís Louro | Ala dos Livros | 2020               | ISBN 978-989-54726-5-9 |
| Alice (na cidade das maravilhas) Edição comemorativa 25 anos | Luís Louro | Luís Louro | Ala dos Livros | 2020               | ISBN 978-9-8954-7266-6 |

### Cogito Ego Sum
| Título | Argumento  | Desenhos   | Editora          | Data de publicação | ISBN                   |
| ------ | ---------- | ---------- | ---------------- | ------------------ | ---------------------- |
| Tomo 1 | Luís Louro | Luís Louro | Meribérica/Liber | 2000               | ISBN 972-45-1489-7     |
| Tomo 2 | Luís Louro | Luís Louro | Booktree         | 2001               | ISBN 978-9-7287-1800-8 |

### ABC
| Título                                  | Argumento            | Desenhos   | Editora     | Data de publicação | ISBN               |
| --------------------------------------- | -------------------- | ---------- | ----------- | ------------------ | ------------------ |
| ABC das Coisas Mágicas em Rima Infantil | Rosa Lobato de Faria | Luís Louro | Edições ASA | 2004               | ISBN 972-41-3753-8 |

### Os Covidiotas
| Título        | Argumento  | Desenhos   | Editora        | Data de publicação | ISBN               |
| ------------- | ---------- | ---------- | -------------- | ------------------ | ------------------ |
| Os Covidiotas | Luís Louro | Luís Louro | Ala dos Livros | 2021               | ISBN 9789895303946 |
| Segunda Vaga  | Luís Louro | Luís Louro | Ala dos Livros | 2022               | ISBN 9789895327577 |

### Fora de Colecção
| Título         | Argumento                                  | Desenhos   | Editora        | Data de publicação | ISBN                                          |
| -------------- | ------------------------------------------ | ---------- | -------------- | ------------------ | --------------------------------------------- |
| O Halo Casto   | Rui Zink                                   | Luís Louro | Edições ASA    | 2000               | ISBN 978-9-7241-2413-1                        |
| Eden 2.0       | João Miguel Lameiras e João Ramalho Santos | Luís Louro | Booktree       | 2003               | ISBN 978-9-7287-1859-6                        |
| Fadas Láureas  | Vários                                     | Luís Louro | Prime Books    | 2004               | ISBN 972-8820-37-2                            |
| Watchers       | Luís Louro                                 | Luís Louro | Edições Asa    | 2018               | ISBN 978-9-8923-4314-3 ISBN 978-9-8923-4315-0 |
| Sentinel       | Luís Louro                                 | Luís Louro | Edições Asa    | 2019               | ISBN 978-9-8923-4645-8 ISBN 978-9-8923-4647-2 |
| Universo Negro | Tozé Simões                                | Luís Louro | Escorpião Azul | 2020               | ISBN 978-9-8954-5587-4                        |
| Dante          | Luís Louro                                 | Luís Louro | Ala dos Livros | 2022               | ISBN 978-989-9108-02-8                        |

### Álbuns colectivos
■  Entroncamento de BD’s, Notícias do entroncamento, entroncamento, 1996
    Argumento e desenho : Vários - 58 Pag.- 1 prancha - Fenómenos do Entroncamento 

■  O Síndroma de Babel e Outras Estórias, Câmara Municipal da Amadora, Amadora, 1996
    Argumento e desenho : Vários - 56 Pag.-  5 pranchas - Contrastes 

■  História da BD Publicada em Portugal (2ª parte), Edições Época de Ouro, 208 Pag., 1996
    Argumento e desenho : Vários - Prancha inédita 

■  Um Século de Bnda desenhada Portuguesa, Edições Época de Ouro, 40 Pag., 1996
    Argumento e desenho : Vários - 1 prancha - Fantasias 

## Tiras em jornais e revistas

### Mundo de aventuras
- Nº 548 (1800), 1 de Abril 1985 (primeira história publicada),Estupiditia II, 6 pranchas, p/b, (Louro & Simões)
- Nº 556 (1808), 1 Agosto 1985, capa a coresFuhrer, 7 pranchas (mais 1 de apresentação), p/b (Louro & Simões)
- Nº 565 (1817), 15 Dezembro 1985,Game Over 2ª versão, 4 pranchas, p/b, (Louro & Simões)

### O Mosquito (5ª série)
- Nº 10, Novembro 1985,O Elixir do Amor (Jim del Monaco), 7 pranchas, p/b, (Louro & Simões)
- Nº 12, Janeiro 1986,O Doente que Caminha (Jim del Monaco), 8 pranchas, p/b, (Louro & Simões)

### Almanaque 87
- Dezembro 1986,O Último Macaco Branco (Jim del Monaco), 12 pranchas, p/b, (Louro & Simões)

### Selecções BD
- Nº 9, Janeiro 1989,Nos Bastidores (Jim del Monaco), 2 pranchas, p/b, (Luís Louro)
- Nº 30, Outubro 1990, capa a cores,Os Fugitivos, 5 pranchas, cores,Game Over 3ª versão, 4 pranchas a cores, (Louro & Simões)
- Nº 3, (II série), Janeiro 1999, capa a cores
- Nº 11, (II série), Setembro 1999, capa a cores,Arte moderna (Cogito Ego Sum 10), 4 pranchas a cores,A bela e o monstro (Cogito Ego Sum 13), 3 pranchas a cores
- Nº 16, (II série), Fevereiro 2000, capa a cores
- Nº 28, (II série), Fevereiro 2001, capa a cores

### Lx comics
- Nº 4, verão 1991,Sem Título, 3 pranchas, cores (cinzas)

### Ego
- Nº 20, Janeiro 1998 a nº 26, Julho 1998,Cogito Ego Sum, (série), 7 histórias de 3 pranchas a cores

### Jornais
- O País -Nelsinho, 1 prancha, p/b, 19 Maio 1983
- Diário Popular (Suplemento - Sábado Popular, rubricao tablóide) - Nº 3, 12 de Outubro de 1985 a Nº 6, 2 de Novembro de 1985,o souvenir, 6 pranchas, p/b, (Louro & Simões sob pseudónimo: Dois Elles & Pinêro)
- O Primeiro de Janeiro (Suplemento — O Janeirinho) - Capas a cores, nº 2, 4, 10, 13, Abril a Junho 1990,O Império das Almas (Roques & Folque), 43 pranchas a cores, 11 de Março a 29 de Julho de 1990, (Louro & Simões)
- Diário de Notícias (Suplemento — Notícias Magazine) -Sonho na Praia, (Maria Jornalista), 2 pranchas a cores, 6 de Março de 1994
- Mundo universitário -A Dúvida, 1 prancha a cores, Nº99, 24 de Março de 2008

## Tiras em Fanzines

### Protótipo
- Nº 1, Maio 1985,Estupiditia I, 5 pranchas, p/b, (Louro & Simões)

### Hyena
- Nº 5, Abril 1986, Capa, p/b (papel verde), Camello, (ilhas Canárias)
- Nº 5 e 6, Julho e Setembro 1986,O Souvenir (Jim del Monaco), 6 pranchas, cores, (Louro & Simões)

### Max
- Dezembro 1986,Fuhrer, p/b, (Louro & Simões) - (publicação não autorizada)

### Shock
- Nº 1, Agosto 1989 a nº 10, Agosto 1991, Ilustrações de 1 a 2 pranchas em homenagem a Autores consagrados, p/b

### Banda
- Nº 8, Setembro 1989 a Nº 10, Agosto 1990,Terminus Mayday…Mayday ! (styron), 9 pranchas, p/b

## Prémios
- TroféuO Mosquito (Portugal)

Revelação BD - 1984
Melhor álbum (1990) - O Império das Almas
Melhor álbum (1991) - A Herança dos Templários I
Melhor álbum (1993) - A Herança dos Templários II
Melhor álbum (1996) - Alice
Melhor autor português (1996) - Alice
- TroféuVinheta

Melhor BD 1986
- TroféuZé Pacóvio e Grilinho (Festival Internacional de Banda Desenhada da Amadora, Portugal)

Melhor álbum (1995) - O Corvo
Prémio Juventude (1995) - O Corvo
Menção honrosa (1996) - Alice (não foi atribuído 1º prémio)
- TroféuSobredão (Portugal)

Conjunto da obra (2000)
- Troféu Central Comics (Portugal)

Melhor desenhador Nacional 2002 - Cogito Ego Sum II
Melhor álbum nacional (2002) - Cogito Ego Sum II
Melhor desenhador Nacional (2003) - Eden 2 .0